# Хольм, Астрид (художница)
Астрид Вальборг Хольм (дат. Astrid Valborg Holm; 1876—1937) — датская художница по текстилю и живописец. Она была одним из двум датчан, обучавшихся искусству у Анри Матисса в Париже.

## Биография
Астрид Хольм родилась 30 октября 1876 года в Копенгагене и была дочерью судебного советника Хенрика Кристиана Фредерика Хольма и его жены Северины Йесселины Йессен. После занятий в художественной школе Эмилии Мунт и Марии Луплау она поступила в Датскую королевскую академию изящных искусств в 1904 году, окончив её в 1910 году. В том же году она стала ученицей Анри Матисса в Париже. Она и Карл Форуп были единственным датчанами, получившим наставления от Матисса, который оказал значительное влияние на развитие модернизма в Скандинавии. Она оставалась в Париже до 1914 года, став членом тамошней скандинавской колонии художников вместе с Яисом Нильсеном и скульптором Йоханнесом Бьергом.
В 1920 году она вернулась в Париж, чтобы изучать искусство шпалеры на Мануфактуре гобеленов.
Работы Хольм впервые выставлялись на Свободной выставке (дат. Den Frie Udstilling) в 1913 году, которые вызвали настоящий ажиотаж благодаря своему модернистскому стилю, также её хвалили за использование насыщенных цветов. У неё был твёрдый, простой стиль, часто использующий тяжёлые контуры, типичные для фовизма. Сюжетами для её картин служили пейзажи, интерьеры, натюрморты, в том числе цветочные.
В 1919 году Хольм основала Школу рисования художников (дат. Kunstnernes Croquisskole), которую возглавляла до самой своей смерти в 1937 году. Она привлекала к ней многих скандинавских модернистов, посещавших Копенгаген. После того, как Хольм изучила искусство гобеленов в 1920 году, она основала школу текстильного дизайна в Королевской академии. Хольм всё больше обращалась к ткачеству, часто работая в сотрудничестве с Эббой Карстенсен, создавая ковры с геометрическими или фигуративными узорами. В 1926 году она помогала в организации выставки северных женщин-художников (дат. Nordiske Kvindelige Kunstneres Udstilling), работая в направлении поддержки более лучших образовательных возможностей для женщин-художников.
Астрид Хольм умерла 17 декабря 1937 года в копенгагенском районе Фредериксберг. Она никогда не была замужем и не имела детей.